# Freesia
A fréziák (Freesia) a nősziromfélék családjába tartozó növénynemzetség tagjai. Dél- és Kelet-Afrikában őshonosak, de színes és illatos virágaik miatt világszerte dísznövényként termesztik fajaikat és hibridjeiket. 

## Rendszerezése
A fréziák lágyszárú növények. 1-2,5 cm átmérőjű hagymagumójukból 10-30 cm hosszú keskeny leveleik és 10-40 cm-es, ritkásan elágazó száruk nő ki. A hagyományosan a nemzetséghez tartozó fajok virágai tölcséresek, míg a korábban Anomatheca nemzetséghez soroltaknak szétterülő virágaik vannak. A nemzetséget Friedrich Heinrich Theodor Freese (1795–1876) német orvos tiszteletére nevezték el Freesiának.
A fréziáknak 16 fajuk van:
- Freesia andersoniae L.Bolus - Dél-Afrika, Fokföld
- Freesia caryophyllacea (Burm.f.) N.E.Br. - Fokföld
- Freesia corymbosa (Burm.f.) N.E.Br. - Fokföld
- Freesia fergusoniae L.Bolus - Fokföld
- Freesia fucata J.C.Manning & Goldblatt - Fokföld
- Freesia grandiflora (Baker) Klatt - Zaire, Tanzánia, Malawi, Mozambik, Zambia, Zimbabwe, Szváziföld, Dél-Afrika északkeleti része
- Freesia laxa (Thunb.) Goldblatt & J.C.Manning - Ruandától és Kenyától Fokföldig. Megtelepedett Madeirán, Mauritiuson, Réunionon, Ausztráliában, Floridában, Argentínában
- Freesia leichtlinii Klatt - Fokföld; megtelepedett Korzikán, Kaliforniában, Floridában, Argentínában
- Freesia marginata J.C.Manning & Goldblatt - Fokföld
- Freesia occidentalis L.Bolus  - Fokföld
- Freesia praecox J.C.Manning & Goldblatt - Fokföld
- Freesia refracta (Jacq.) Klatt - Fokföld; megtelepedett Franciaországban, a Kanári-szigeteken, Madeirán, Bermudán, Szent Ilona szigetén
- Freesia sparrmanii (Thunb.) N.E.Br. - Fokföld
- Freesia speciosa L.Bolus - Fokföld
- Freesia verrucosa (B.Vogel) Goldblatt & J.C.Manning - Fokföld
- Freesia viridis (Aiton) Goldblatt & J.C.Manning - Namíbia, Fokföld

A korábban az Anomatheca nemzetségbe tartozó fajokat átsorolták fréziák közé:
- Anomatheca cruenta Lindl. = Freesia laxa subsp. laxa
- Anomatheca grandiflora Baker = Freesia grandiflora
- Anomatheca juncea (Pourr.) Ker Gawl. = Freesia verrucosa
- Anomatheca laxa (Thunb.) Goldblatt = Freesia laxa
- Anomatheca verrucosa (B.Vogel) Goldblatt = Freesia verrucosa
- Anomatheca viridis (Aiton) Goldblatt = Freesia viridis
- Anomatheca xanthospila (DC.) Ker Gawl. = Freesia caryophyllacea

## Termesztése

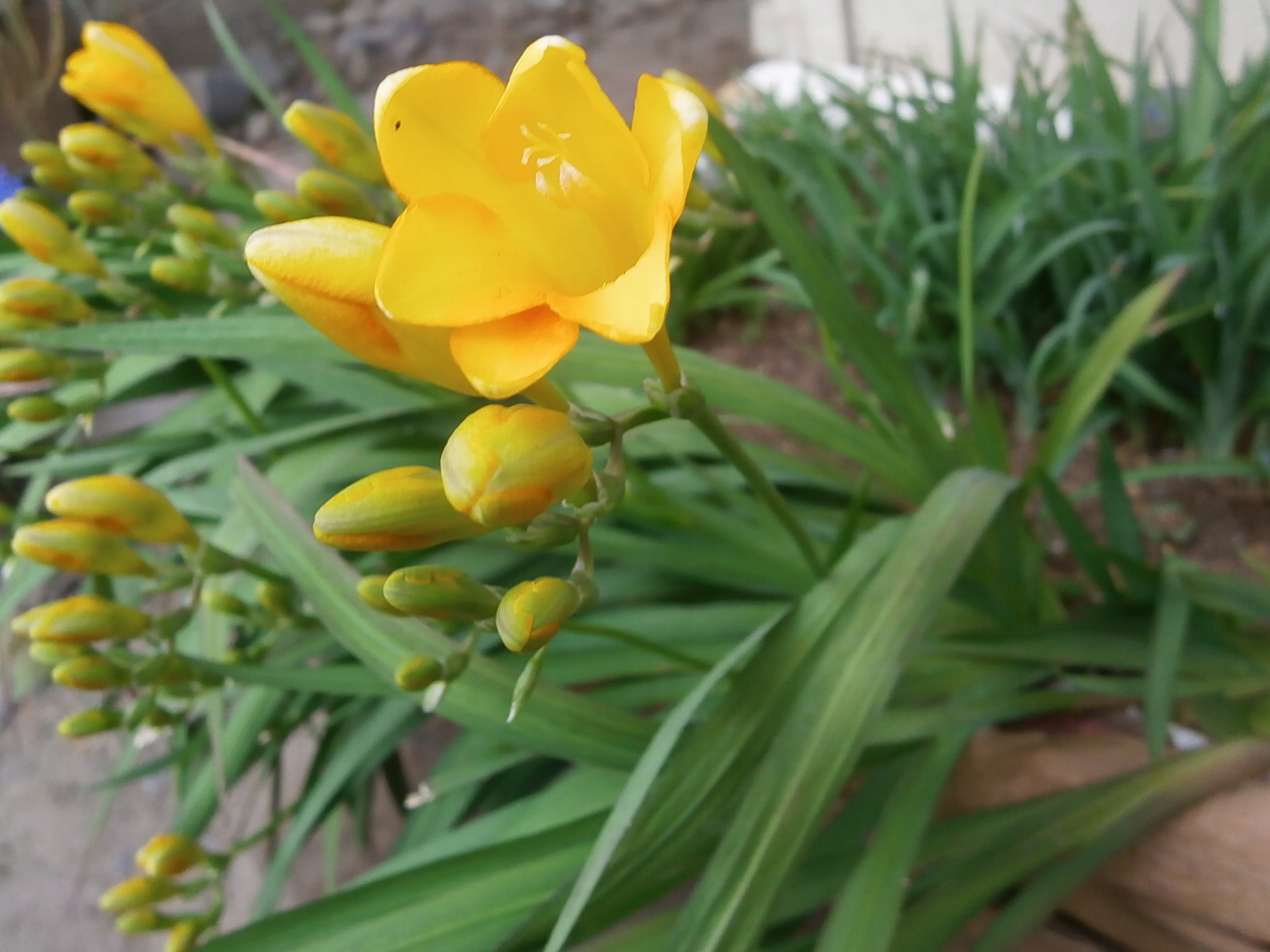
Freesia refracta

A leggyakrabban dísznövényként termesztett frézia a F. refracta és a F. leichtlinii hibridje, a F. laxa, valamint a rózsaszín és sárga virágú F. corymbosa illetve ezeknek számtalan fehér, sárga, rózsaszín, piros és kékmályva színű nemesített változata. Fréziával kozmetikumokat (kézkrémeket), samponokat, gyertyákat stb. illatosítanak. 

## Fordítás
- Ez a szócikk részben vagy egészben  a   Freesia című angol Wikipédia-szócikk ezen változatának fordításán alapul.  Az eredeti cikk szerkesztőit annak laptörténete sorolja fel. Ez a jelzés csupán a megfogalmazás eredetét és a szerzői jogokat jelzi, nem szolgál a cikkben szereplő információk forrásmegjelöléseként.